# 松本竣介

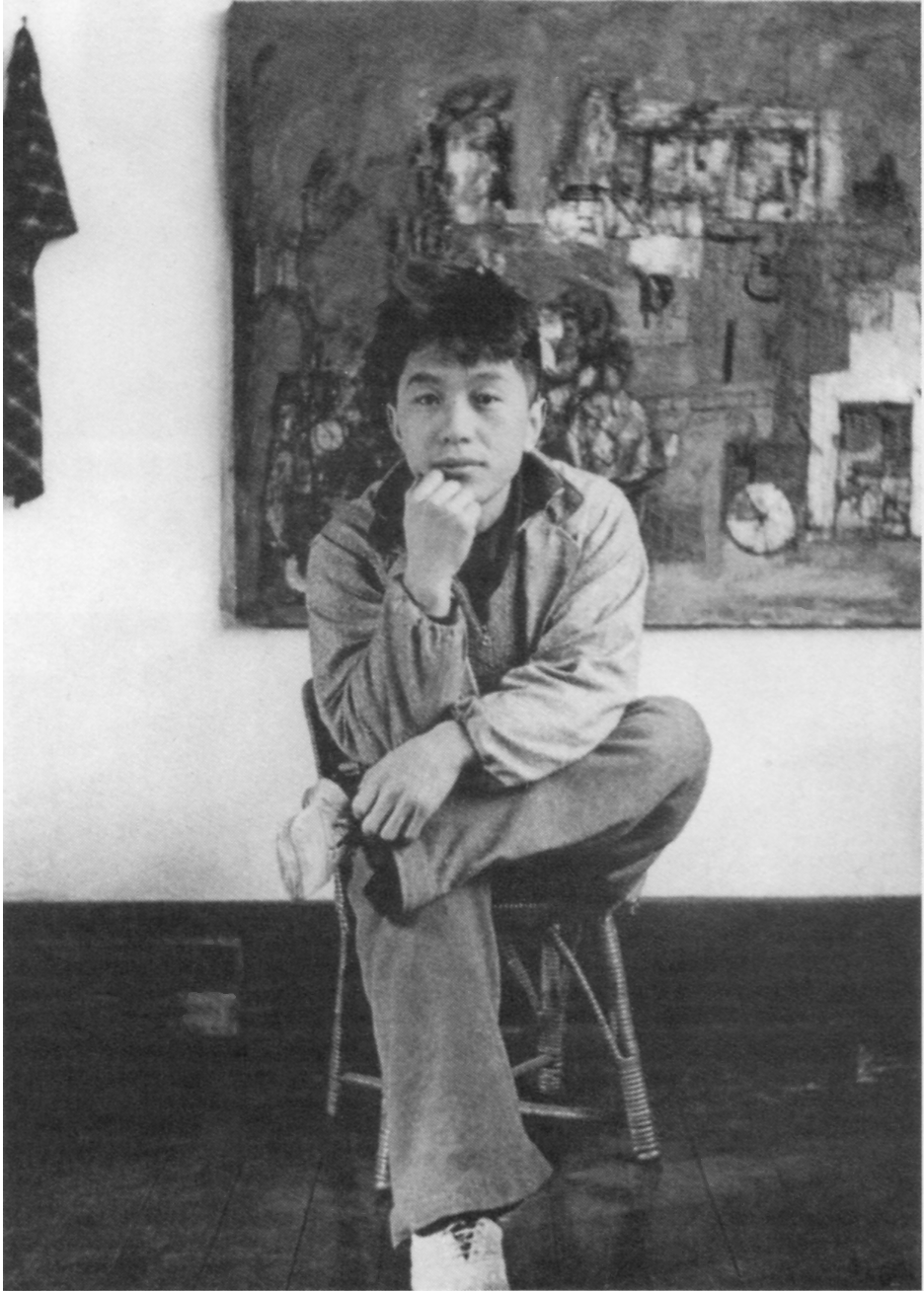
松本竣介在工作室的照片

松本竣介（1912年4月19日—1948年6月8日），日本昭和時期名西洋畫家。
松本竣介在1912年（明治45年）出生於東京澀谷。結婚前的旧姓為「佐藤」、1936年（昭和11年）與松本禎子結婚後改姓松本。1948年（昭和23年）、因支氣管炎病死。

## 代表作品
- 街（1938年、大川美術館）
- 画家の像（1941年、宮城縣美術館）
- 立てる像（1942年、神奈川縣立近代美術館）
- Y市の橋（1942年、岩手縣立美術館）
- 鐵橋附近（1943年年、島根縣立美術館）